# Westin Leipzig
The Westin Leipzig – luksusowy, czterogwiazdkowy hotel w Lipsku.
Wysoki na 96 metrów hotel Westin Leipzig jest jednym z najwyższych budynków w Lipsku. Pierwotnie hotel nosił nazwę Interhotel Mercur, od 2003 należy do sieci hoteli Starwood.

## Historia
W 1978 na zlecenie korporacji luksusowych hoteli Interhotel została podpisana umowa na budowę pięciogwiazdkowego hotelu pomiędzy przedsiębiorstwem handlu zagranicznego Limex z Niemieckiej Republiki Demokratycznej a Japan GDR Project Company z Japonii. Obiekt miał wypełnić rosnące potrzeby noclegowe Targów Lipskich. Projekt i budowę wykonała Kajima Corporation. Koszt budowy wyniósł 16,1 miliarda jenów to jest około +- 157 mln marek RFN. Wmurowanie kamienia węgielnego odbyło się we wrześniu 1978. Wszystkie prefabrykaty betonowe potrzebne do budowy elewacji zewnętrznej zostały dostarczone z Berlina Zachodniego. 31 stycznia 1981 firma Kajima Corporation przekazała ukończony budynek zleceniodawcy.
Hotel Merkur został otwarty w dniu 13 marca 1981 podczas otwarcia Wiosennych Targów w Lipsku. W ceremonii inauguracji wzięło udział około 100 przedstawicieli japońskiego biznesu, a także ministrowie i urzędnicy centralnych agencji rządowych NRD.
W chwili otwarcia Hotel Merkur posiadał 447 klimatyzowanych pokoi i apartamentów mogących pomieścić 700 osób, 12 restauracji, barów i klubów łącznie na 800 osób (wraz z drugą po Suhl restauracją japońską w NRD) i sklepem „Sakura”) oraz centrum bankietowo-konferencyjnym na 265 osób. Hotel zatrudniał 740 pracowników, z czego 110 pracowało w sklepie walutowym Intershop, obecnie 180. Hotel gościł setki imprez krajowych i międzynarodowych. W 1994 w hotelu odbyła się Gala José Carrerasa. W 1996 hotel obchodził 50-lecie InterContinental Hotels & Resorts.
W dniu 1993 Interhotel Merkur został przejęty przez InterContinental Hotels Group i przemianowany na Hotel InterContinental Leipzig. W latach 1993–94 hotel został odnowiony kosztem 43 mln DM. 
Pod koniec 2002 czterogwiazdkowy hotel został przejęty przez sieć hoteli Westin i 1 stycznia 2003 przemianowany na The Westin Leipzig. W 2005 na 27 piętrze została otwarta restauracja "Falco" prowadzona przez mistrza kuchni Petera Marię Schnura. W 2008 Falco otrzymało dwie gwiazdki w przewodniku Michelin, co czyni ją pierwszą dwugwiazdkową restauracją we wschodnich Niemczech.
Obiekt był kopalnią informacji dla organów Stasi. Trzy pokoje w hotelu były zarezerwowane dla Stasi: numery 1022, 2014 i 2015. Od lutego 1987 pok. 6124 był monitorowany za pomocą ukrytych kamer wideo.